# 細鱗真肩管魚
細鱗真肩管魚，為管肩魚科的其中一種，為深海魚類，分布於南半球亞熱帶海域，深度0-2000公尺，體長可達16.4公分，棲息在中層水域，生活習性不明。